# Conversão de padrões de televisão
A conversão de padrões de televisão é o processo efetuado para alterar um tipo de sistema de televisão para outro. A mais comum é a conversão de NTSC para PAL, ou o contrário. Isto é feito para que programas de televisão de um país possam ser assistidos em outro com um padrão diferente. O vídeo televisivo passa por um dispositivo conversor de padrões que muda para um outro sistema desejado.
Converter entre um número de pixels e de frequência de quadros por segundo diferentes é um problema técnico complexo. No entanto, a frequente troca internacional de programação televisiva criou padrões de conversão necessários; e em muitos casos obrigatórios. Vários sistemas de televisão diferentes emergiram por razões políticas e técnicas - e pode-se dizer que é sorte uma programação de uma nação ser compatível com outra.

## História
O primeiro caso conhecido de conversão de sistemas de televisão ocorreu na Europa alguns anos após a Segunda Guerra Mundial - principalmente com a RTF (da França) e a BBC (do Reino Unido) tentando trocar suas programações de 441 linhas e 405 linhas. O problema só agravou com a chegada do PAL, do SECAM (de 625 linhas) e do serviço francês de 819 linhas. Até a década de 1980, padrões de conversão era tão difícil que filmes de 35 mm de 24 fps foi o meio preferido para efetuar intercâmbio de programação.

## Visão Geral
Talvez a conversão mais difícil tecnicamente de fazer seja de PAL para NTSC.
- PAL tem 625 linhas a 50 campos por segundo.
- NTSC tem 525 linhas a 60 campos por segundo.

Os dois padrões de televisão são, para todo efeito prático, temporalmente e espacialmente incompatíveis entre si. Além da quantidade de linhas ser diferente, gerar 60 campos por segundo a partir de outro que tenha apenas 50 campos ocasiona um problema visivelmente interessante. A cada segundo, 10 campos adicionais devem ser gerados aparentemente "do nada". O conversor tem de gerar novos quadros a partir dos existentes em tempo real.

## Sinais ocultos: nem sempre transferidos
A televisão contém muitos sinais ocultos. Este é um tipo de sinal que não é transferido, salvo o sinal closed caption, em alguns conversores caros. Sinais teletexto não precisam ser transferidos, mas o fluxo de dados de legendas deve ser sempre que isto for tecnologicamente possível. Com transmissão HDTV isto é um problema a menos, porque a maior parte do significado só passa ao fluxo de dados de legendas no novo material. Contudo, DVB e ATSC têm uma diferença significativa nos tipos de fluxo de dados de legendas.

## Função da teoria da informação

### Teoria por trás dos sistemas de conversão
A teoria da informação implica que a conversão de um padrão de televisão para outro será mais fácil se:
- for feita de uma taxa de repetição maior para uma menor (NTSC para PAL ou SECAM, por exemplo).
- for feita de uma resolução maior para uma menor (HDTV para NTSC).
- não for feita de uma varredura progressiva para outra semelhante (PAL e NTSC interlaced são temporalmente e espacialmente incompatíveis entre si).
- a moção entre os quadros for limitada, de forma a reduzir os solavancos temporais ou espaciais.
- o sinal de ruídos rácios no material fonte não for altamente prejudicial.
- o material fonte não possuir qualquer defeito no sinal contínuo (ou periódico) que inibe a tradução.

### Sistemas de amostragem e rácios
A subamostra em um sistema de vídeo é usualmente expressada como um rácio de três partes. Os três termos do rácio são: o número de brilho ("luminosidade" ou Y) da amostra, seguido pelo número de amostras de componentes de duas cores (croma): U/CB e V/Cr, para cada área da amostra completa.
Para comparação da qualidade, somente o rácio entre aqueles valores é importante, 4:4:4 tão facilmente poderá ser chamado 1:1:1; contudo, tradicionalmente o valor do brilho é sempre 4, com os valores restantes adaptado em conformidade.
Os princípios de amostragem acima se aplicam tanto na televisão analógica quanto na televisão digital.

### Telecine judder
O processo de conversão "3:2 pulldown" para 24 fps de filme para televisão (telecine) cria um ligeiro erro no sinal de vídeo comparado aos quadros originais do filme. Esta é uma razão pela qual filmes NTSC vistos em equipamento domiciliar típico não podem aparecer da mesma forma como quando vistos no cinema. O fenômeno é particularmente evidente no decurso lento, movimentos regulares de câmera que aparecem ligeiramente repuxados quando "telecinados". Este processo é geralmente referido como telecine judder.
Material PAL na qual 2:2:2:2:2:2:2:2:2:2:2:3 pulldown foi aplicado, sofre de uma semelhante falta de lisura, no entanto, este efeito não é usualmente chamado de telecine judder.
Em todos os efeitos o 12º quadro é exibido durante a duração de 3 campos PAL (60 milissegundos) - enquanto que os outros 11 quadros são exibidos durante o período de 2 campos PAL (40 milissegundos). Sistemas de conversão de televisão devem evitar criar efeitos telecine judder durante o processo de conversão. Evitar este judder é de importância econômica como um montante substancial de resolução material NTSC (60 Hz, tecnicamente 29.97 fps) originado do filme - terá este problema quando convertido para PAL ou SECAM (ambos 50 Hz e 25fps).